# Новостройка (Тверская область)
 Новостройка  — деревня в Западнодвинском муниципальном округе Тверской области.

## География
Находится в юго-западной части Тверской области на расстоянии приблизительно 17 км по прямой на северо-восток по прямой от районного центра города Западная Двина.

## История
Деревня была отмечена уже только на карте 1991 года. До 2020 года входила в состав ныне упразднённого Западнодвинского сельского поселения.

## Население
Численность населения: 42 человека (русские 100 %) в 2002 году, 28 в 2010.